# Place Saint-Antoine
La place Saint-Antoine (en néerlandais : Sint-Antoonplein) est une place bruxelloise de la commune d'Etterbeek. Elle tire son nom d'une église édifiée en son centre et dédiée à saint Antoine de Padoue. Aboutissent dans la partie nord de la place Saint-Antoine les avenues Victor Jacobs, Jules Malou et Eudore Pirmez, et dans la partie sud les rues de Gerlache, Alex Marcette et Nothomb.

## Histoire
La place fut aménagée, et en fait tout le quartier — qui prit le nom de « Saint-Antoine » — en fonction de l'église qui y fut construite au début du XXe siècle. C'était l'époque où la ville de Bruxelles prenait de l'extension et incorporait progressivement les villages des alentours. La place est ovale et fait le tour de l'église dont les deux extrémités, nord et sud, s'ouvrent sur des parvis. 

## Description et accès
La numérotation des immeubles de la place commence au coin de la rue de Gerlache, et va de 1 à 58, dans le sens antihoraire.
- Ligne 81 du tramway de Bruxelles : arrêt Église Saint-Antoine (en néerlandais : Sint-Antoonkerk)

## Patrimoine
- Église Saint-Antoine-de-Padoue (1905-1935), construction de style néo-gothique de l'architecte etterbeekois Edmond Serneels, bien classé le 4 mars 2004[1], part de l'Unité pastorale d'Etterbeek.
- Le buste de l'architecte de l'église Edmond Serneels, se trouve dans l'espace vert qui entoure l'église.

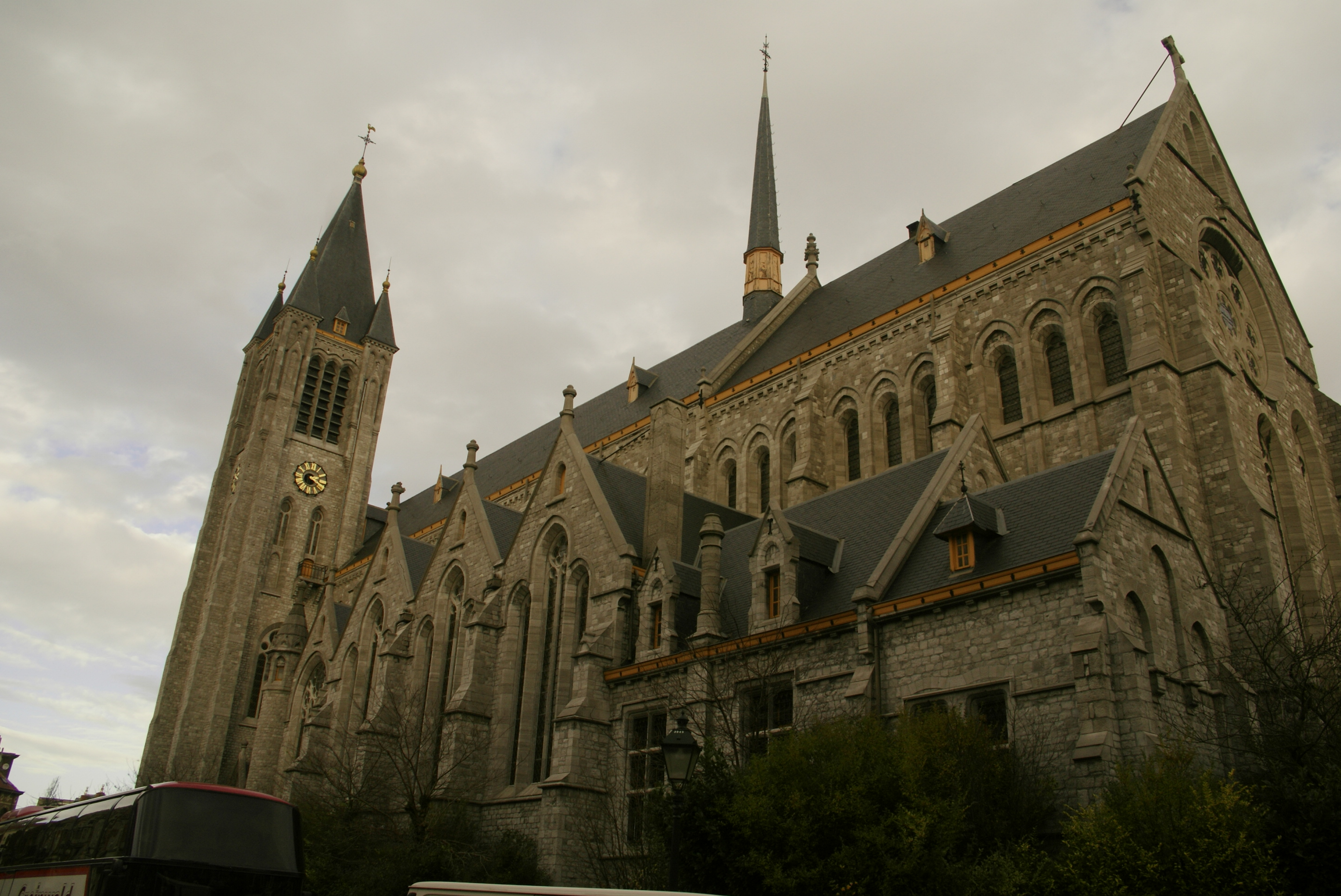
L'église Saint-Antoine
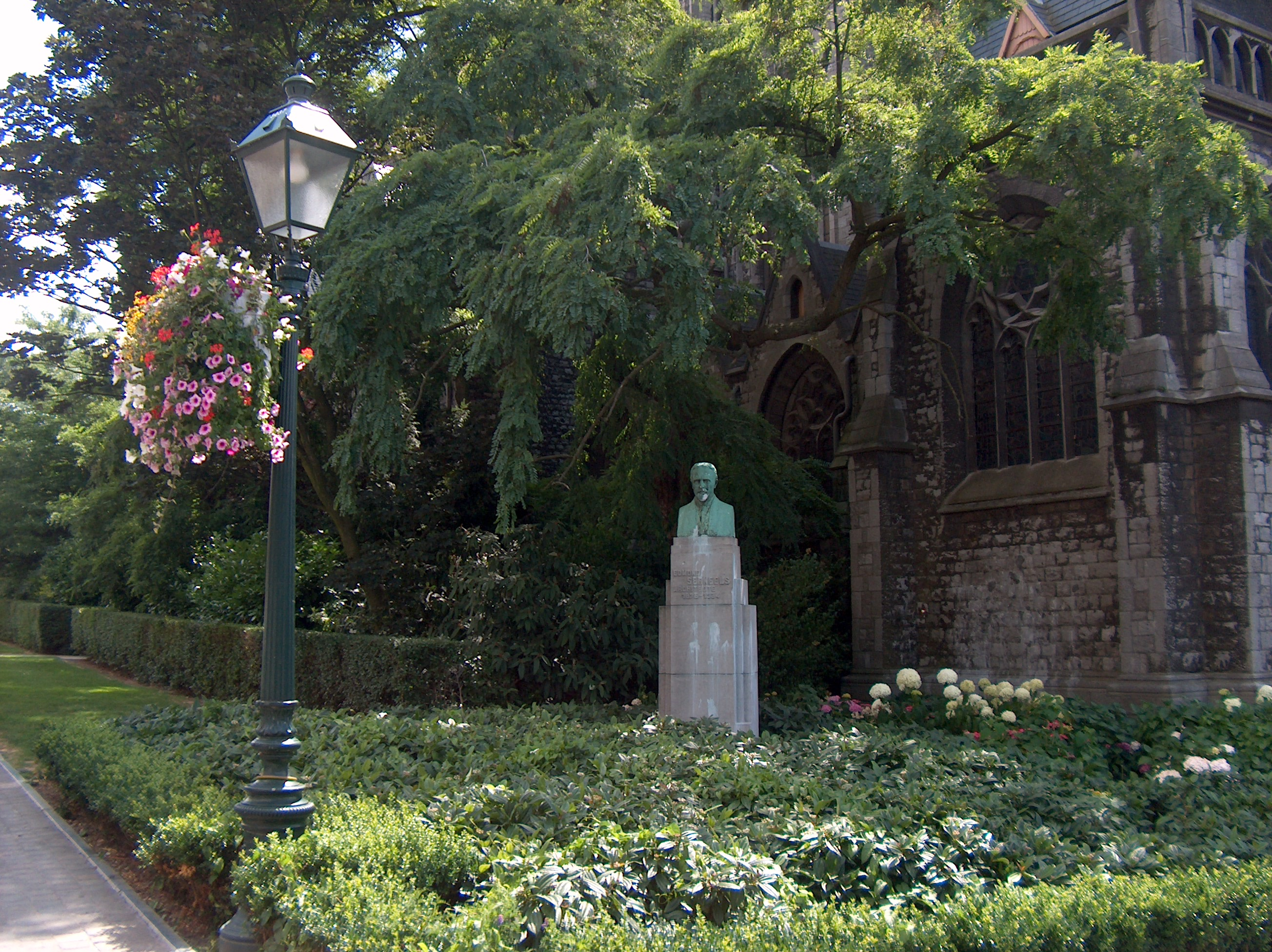
Le buste d'Edmond Serneels
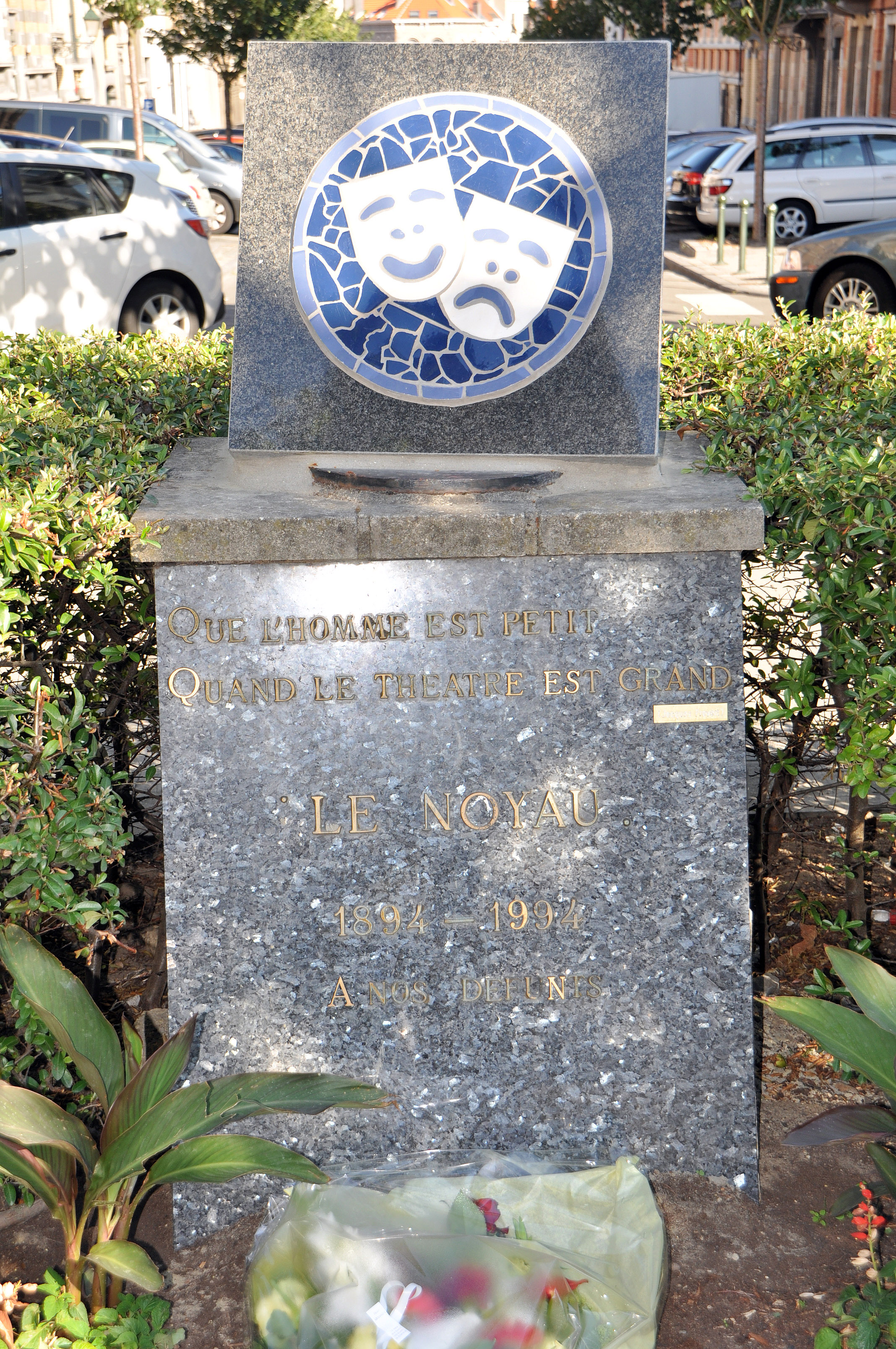
Stèle commémorative du 100ème anniversaire du Noyau, 1994
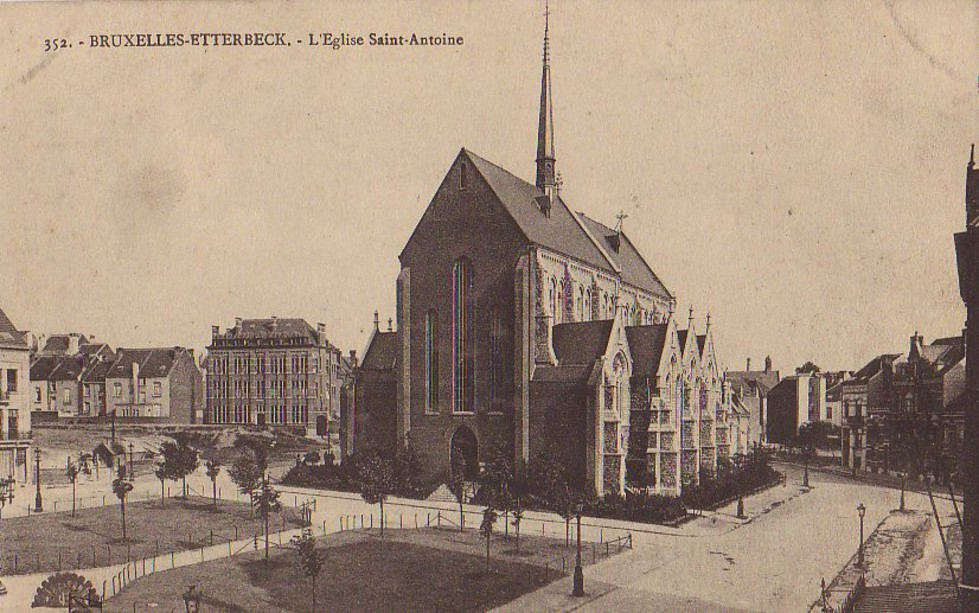
Église Saint-Antoine
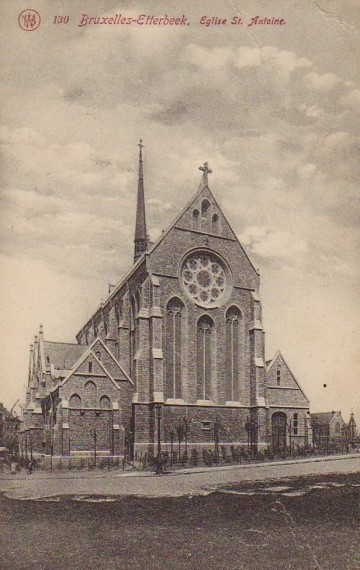
Église Saint-Antoine en 1909